# Lepidostoma apache
Lepidostoma apache is een schietmot uit de familie Lepidostomatidae. De soort komt voor in het Nearctisch gebied.